# Muthzettel
Ein Muthzettel, auch Mutschein genannt, ist eine bergrechtliche Bescheinigung, die einem Muter als Bewilligungsbrief vom Bergmeister oder vom Bergvogt erteilt wurde. Durch den Muthzettel sicherte sich der Muter beim Bergamt den Erstanspruch an der Lagerstätte. Die Genehmigung wurde dem Muter jedoch nur dann erteilt, wenn dieser zuvor den Grundstückseigentümer über die vorhandene Lagerstätte informiert hatte und dieser keinen Anspruch erhob, die Lagerstätte selbst auszubeuten. Durch den Muthzettel wurde dem Muter bescheinigt, dass er das Recht hatte, die Lagerstätte bergmännisch zu bearbeiten.

## Formalitäten
Hatte ein Bergmann eine Lagerstätte gemutet, so musste er sich seine Fundgrube durch das Bergamt quasi beglaubigen lassen. Hierfür musste er einen Muthzettel erstellen, der dem Bergmeister übergeben wurde. Dazu legte er diesen dem Bergmeister auf seinen Amtstisch. Durch diesen Vorgang war der Bergmeister verpflichtet, den Muthzettel anzunehmen und zu bestätigen. Die Übergabe des Muthzettels an den Bergmeister nennt der Bergmann die „Muthung einlegen“. Zur Sicherheit erstellte der Muter immer zwei identische Muthzettel, die von dem Bergmeister mit dem Einreichungsdatum und der Uhrzeit versehen wurden. Einen der beiden Muthzettel behielt der Bergmeister für seine Akten, den anderen erhielt der Muter als Bestätigung zurück. Der zurückgegebene Muthzettel wurde dann als Muthschein bezeichnet. Die Angaben im Muthzettel waren vorgegeben. So musste im Muthzettel folgendes stehen:
- Der Namen des Muters
- Der Namen des Grundbodenbesitzers auf dessen Eigentum die Lagerstätte war
- Die genaue Ortsbezeichnung
- Die Art der Bodenschätze (Erze)
- Das Streichen des Ganges
- Die Anzahl der gemuteten Fundgruben, Maßen, Stollen und Längenfelder
- Das genaue Datum (Jahr, Monat, Tag und Stunde) an welchem gemutet worden war

Die Meldung an den Bergbeamten musste spätestens vier Wochen nach der Muthung erfolgen. Nach der Vorlage des Muthzettels wurde die neu gemutete Lagerstätte vom Bergschreiber in das Bergbuch eingetragen. Damit sich die Bergbeamten schon im Vorfeld ein Bild von der gemuteten Fundgrube machen konnten, mussten die Angaben im Muthzettel so präzise wie möglich sein. Nach der Überprüfung des Muthzettels und der Befahrung der Lagerstätte durch einen Bergbeamten erfolgte die Verleihung der Berechtsame. Die verliehene Berechtsame wurde in das Verleihbuch eingetragen, und der Lehnträger erhielt als Legitimation eine Bestätigungsurkunde oder einen Lehenschein ausgehändigt.

## Besonderheiten
Obwohl der Grundstückseigentümer nach der erfolgten Mutung keinen vorrangigen Anspruch auf den Bodenschatz hatte, musste er vom Muter über die Lagerstätte informiert werden, die sich auf seinem Grundstück befand. Erhob der Grundstückseigentümer keinen Anspruch darauf Mitgewerke zu werden, konnte er auch keine Forderungen aus dem Verkauf der Bodenschätze ableiten. Für entstandene Schäden oder Nutzungseinschränkungen seines Grundstückes, die durch den Bergbaubetrieb entstanden, hatte er einen Anspruch auf Entschädigung.
Problematisch wurde es, wenn bereits ein älterer Muthzettel im Bergbuch hinterlegt war. Dann musste der Muter nachweisen, dass er auch der Besitzer dieses älteren Muthzettels war. Dieses konnte er nur beweisen, wenn er eine, durch den Bergschreiber erstellte und beglaubigte, Abschrift des älteren Muthzettels besaß.
Konnte der Muter den Bergmeister nicht in seiner Amtsstube antreffen, so hatte er die Möglichkeit, im Beisein eines Zeugen den Bergmeister in dessen Wohnung aufzusuchen und ihm den Muthzettel zu überreichen. Konnte er den Bergmeister auch dort nicht auffinden, hatte er die Möglichkeit, den Muthzettel bei einem Berggeschworenen oder bei einem Gericht abzugeben.

### Fehlerhafter Muthzettel
Der Muthzettel musste in seiner Form den Vorgaben der jeweiligen Berggesetzen entsprechen. Nur durch einen vorschriftsmäßig ausgefüllten Muthzettel konnte die Abbaugenehmigung einer gemuteten Lagerstätte beantragt werden. Fehlten in einem Muthzettel eine oder mehrere wichtige Angaben, so hatte der Muter dadurch ein Problem. Wurde z. B. anstelle der genauen Bezeichnung des Fossils nur allgemein Mineral eingetragen oder wurde die Begrenzung der Lagerstätte nicht genau angegeben, so war dieser Muthzettel vorschriftswidrig. Diese vorschriftswidrigen Muthzettel wurden von den Bergbeamten zurückgewiesen. Der Muther hatte die aus dieser Versäumnis der gesetzlichen Vorschriften entstandenen Folgen sich selbst zuzuschreiben.

### Mutscheinerteilung für Gutsbesitz in Mecklenburg
Neben der Abnahme des Lehneides wurden in Mecklenburg-Schwerin und Mecklenburg-Strelitz Mutscheine für Lehnsgüter seitens des Landesherrn an den jeweiligen Gutsherrn erteilt, als gleichwertiger Lehenskonses bis zum Ende der Monarchie 1918. Diese Tradition ist bereits in der Mitte des 18. Jahrhunderts dort nachgewiesen.